# Rioシリーズ
Rioシリーズ（リオシリーズ）は、ネット及び山佐/山佐ネクストが発売したパチスロ機のうち、リオ（Rio）をメインキャラクターとした一連の機種を指す。
後にパチンコ化・アニメ化も行われるなどメディアミックス展開が進められている。

## 歴史
キャラクターとしてのリオが初めて登場したのは2003年の「スーパーブラックジャック」が最初であるが、この時点でリオは大当たり中やAT・リオチャンス中の演出にしか登場しないキャラクターであった。
パチスロ機が5号機に移行してネットが最初に発売した「リオパラダイス」からはリオがメインキャラクターとなり、演出もよりキャラクター重視の、いわゆる「萌えスロ」となった。
なお、Rioシリーズの液晶演出は一貫してテクモ（2010年4月1日以降はコーエーテクモウェーブ）が製作している。2022年9月稼動の「スーパーリオエース」からは製造が山佐、販売が山佐ネクストに変更になった。

## パチスロ機一覧
直系機種
- スーパーブラックジャック（2003年）
- リオデカーニバル（2005年）
- リオパラダイス（2007年）
- Rio2 -クルージング・ヴァナディース-（2009年）
- Rio2プレミアム（2009年）
- リオスパ Rioの大温泉（2011年）
- スーパーブラックジャック2（2015年）
- スーパーリオエース（2022年9月）
- スマスロ スーパーブラックジャック（2025年）

関連機種
- ブラックジャック777（2000年）
  - スーパーブラックジャックの前身機種であるが、こちらにはリオ他のキャラクターは登場しない。

- ドリスタ -ミントのヒロイン救出大作戦-（2007年）
  - リオ他の本シリーズのキャラクターをはじめ、ネットのパチスロ機の主要キャラクターが多数出演する機種。

- ハイパーブラックジャック　ver ENAKO (2020年)

## 主要キャラクター

### スーパーブラックジャックから登場
リオ・ロリンズ・タチバナ（Rio）
10月11日生まれ。自称21歳だが、実年齢は19歳。身長164cmで、血液型はB型。
カジノの女性ディーラー。当初は大型ホテル「ハワードリゾート」内のカジノに勤めていたが、『Rio2』では豪華客船「ヴァナディース号」に移籍した。『無双☆スターズ』にも登場する。
ミント・クラーク（Mint）
大富豪・Mr.クラークの孫娘。『ドリスタ』では主人公に抜擢された。
ティファニー
「ハワードリゾート」の一番人気のバニーガール。
ローザ・キャニオン
ハリウッド女優で、リオが幼い頃面倒を見ていたことがある。

### リオパラダイスから登場
リナ（Rina）
リオの異母妹で、年齢はリオと同じ19歳。
出自を隠してリオの母親・リサの弟子となり、トップディーラーの座を賭けリオのライバルとして登場する。出自が明らかとなってからはお互い和解している。
リンダ
「ハワードリゾート」の経営者、トム・ハワードが作ったアンドロイド。ディーラー用として作られたが、内部メモリの出費をケチったためにドジっ子になってしまう。

## 関連商品

### ドラマCD
いずれもコーエーテクモウェーブから発売。
Rio Sound Hustle! -Rio盛-
2009年12月23日発売、KECH-1517
Rio Sound Hustle! -Mint盛-
2009年12月23日発売、KECH-1518
Rio Sound Hustle! -Rina盛-
2009年12月23日発売、KECH-1519
Rio Sound Hustle! -MEGA盛-
（ただキャラクターソング集）
2010年2月1日発売、KECH-9005
CD2枚＋CD-ROM1枚（デスクトップキャラクター集収録）
なお、ドラマCD版のキャストは以下の通り。
- リオ - 井上麻里奈
- ミント - 竹達彩奈
- リナ - たかはし智秋
- ティファニー - 中島沙樹
- ローザ - 清水香里
- エルビス - 高橋広樹
- リンダ - 日笠陽子
- カルティア - 大原さやか
- アーニャ - 福井裕佳梨（オリジナルキャラクター）

### テレビアニメ
2011年1月から3月まで、『Rio RainbowGate!』（リオ レインボーゲート!）のタイトルで放送された。

### パチンコ
2011年8月に平和から「CRぱちんこRio」が発売。キャラクター設定はパチスロ版をベースにしつつも、声優は『Rio RainbowGate!』の出演者を起用している。
2014年1月に平和から「CRぱちんこRio -Rainbow Road-」が発売。第一弾と同じく、声優は『Rio RainbowGate!』の出演者を起用している。